# Encarsia scapeata
Encarsia scapeata är en stekelart som beskrevs av Rivnay 1988. Encarsia scapeata ingår i släktet Encarsia och familjen växtlussteklar.
Artens utbredningsområde är Israel. Inga underarter finns listade i Catalogue of Life.